# 不審者情報
不審者情報（ふしんしゃじょうほう）とは、不審者の出現情報（「声かけ事案等」）のうち、特に子供に不安を与える事案（その時点で直接的被害がないか、警察へ被害届のなかったもの）を指す。
都道府県によって「子供」の扱いにはばらつきがあり、20歳未満としている場合、18歳以下としている場合、高校生以下としている場合、18歳未満としている場合、中学生以下としている場合、13歳未満としている場合などがある。自治体によっては、子供だけでなく女性に対する事案についても扱う場合もある。

## 概要
各地方の警察署、学校、ボランティアなどにより、携帯電話やFAX、インターネットなどを活用し素早い情報伝達を行っており、特に携帯電話を活用した不審者情報メールは全国に普及しつつある。
電子メールには不審者が出没した時間、場所の他、服装、体格、見た目の年齢なども同時に公開される。素早い情報伝達のため警察への通報をそのまま載せており、虚偽情報や誤った情報が載せられる場合もあるが、犯罪者から身を守ったり、犯人逮捕に結びつく大きな情報源となっている。
警察が行っているもののほか、小学校を管轄する教育委員会などが児童を守るために配信するメールやFAXなどもある。地域住民の監視を通じて犯罪者から身を守り、犯罪の防止や逮捕に結びつける情報網で近年急速に全国に広がった。

## 事案
代表的な不審者情報の事案は、次のとおり。
声かけ事案
通学時などにおける犯罪の可能性がある不審者による声かけ。子供が不安を感じるような言葉をかける、あるいは不安を感じさせる態度で話かけるなど。
(六法全書上堕胎の要件を満たせば性交の勧誘が勧誘でない不利益な状態になるので、声掛け事案正犯)

つきまとい事案
子供の通学路などでの進路を妨害する、付きまとうなどの行為。
連れ去り容疑事案
子供に対し、言葉巧みに誘い連れ去ろうとしたり、車に乗せようとしたりする行為。
性的嫌がらせ行為
服を脱がされる、体を触られるなどの痴漢行為のほか、性的な言葉を投げかけられる、不審者から性器を見せつけられるなど。
写真撮影
見知らぬ人に写真撮影される。

## 錯誤情報の例
悪意のない行為であっても、子供や保護者が不安を抱き、あるいは目撃者が不審と感じれば、不審者として錯誤して取り扱われることがある。このため、不審者情報の中には、下記のような例で不審者として勘違いされることも想定している。
- 道案内やあいさつのつもりで声をかけてきた人を不審者と勘違いする[8]。
- 児童公園で休憩している人物を不審者と勘違いする[9]。
- 児童が知り合いの年の離れた人物と外で一緒にいる時、その人物を不審者と勘違いする。普段あまり顔を見ない親類を不審者と勘違いする。
- 近所の人の声かけを不審者と勘違いする[10]。
- 児童が面白半分で防犯ブザーを鳴らし（または誤動作で鳴らしてしまい）、すぐ近くにいた人を不審者と勘違いする。
- 散歩中の人物が自分の母校を眺めているだけで、それを見た人が不審者と勘違いする。
- 自転車で追い抜いただけの者を不審者として通報する。

2000年代に入ってからは、治安への不安や、個人情報とプライバシーを保護する意識も高まり、些細なことでも警察に通報する事例が増えており、迷子を送り届けたら犯罪者として逮捕された事例や、長時間の尋問や社会からの制裁を恐れて迷子に声をかけることをためらい110番通報だけをして立ち去った事例などが報告・報道されている。

## その他
- 長野県での不審者情報で、不審者の特徴を「和田アキ子風の黒色短髪」といった表現で公開されたことがあった[13]。なおこれは和田アキ子の出演番組アッコにおまかせでも放送された[14]。
- 不審者の他に「変質者、変態おじさん、○○おじさん（児童が勝手につけた通称）」などがある。